# Theta Coronae Borealis
θ Coronae Borealis (Theta Coronae Borealis, kurz θ CrB) ist ein Doppelstern im Sternbild Nördliche Krone.
Die Einzelsterne des Doppelsternsystems werden als θ Coronae Borealis A (4,3 mag) und θ Coronae Borealis B (6,3 mag) bezeichnet und weisen einen Winkelabstand von 0,8″ auf. Der Begleiter θ Coronae Borealis B wurde 1971 von Paul Couteau mit dem 50-cm-Refraktor am Observatorium Nizza entdeckt. Die Bahn ist noch sehr unsicher. In einer 2013 veröffentlichten Arbeit wurde die Umlaufzeit auf 200 Jahre berechnet. Eine neuere Bahnberechnung aus dem Jahr 2021 ergab eine Umlaufzeit von 361 Jahren, jedoch mit einer hohen Unsicherheit von ± 77 Jahren.
Der Hauptstern θ Coronae Borealis A zählt zu den Be-Sternen. In den 1970er und 1980er Jahren zeigte er eine Phase von bemerkenswerter Veränderlichkeit. Im Juni 1970 wurden fotometrische Schwankungen von bis zu 0,7 mag in den u- und v-Bändern (im Strömgren-System) beobachtet. Zwischen 1980 und 1985 trat θ Coronae Borealis von der Be-Hüllenphase in die „normale“ B-Phase über und seit den 1990er Jahren erscheint der Stern fotometrisch konstant. Dies wird damit erklärt, dass der Stern seine zirkumstellare Scheibe (decretion disk) verloren hat.